# Campionati mondiali di pentathlon moderno 1990
I campionati mondiali di pentathlon moderno 1990 si sono svolti a Lahti, in Finlandia, dove si sono disputate le gare maschili individuali ed a squadre, ed a Linköping, in Svezia, dove si sono disputate le gare femminili individuali ed a squadre.

## Risultati

### Maschili
| Evento              | Oro                                                                       | Argento                                                    | Bronzo                                                          |
| Individuale         | Gianluca Tiberti                                                          | Anatolij Starostin                                         | Milan Kadlec                                                    |
| A squadre           | Unione Sovietica Ėduard Zenovka Anatolij Starostin Vakht'ang Iagorashvili | Italia Gianluca Tiberti Cesare Toraldo Alessandro Conforto | Polonia Arkadiusz Skrzypaszek Dariusz Goździak Maciej Czyżowicz |
| Staffetta a squadre | Unione Sovietica German Juferov Yuriy Sergeyev Leonid Vitoslavskiy        | Ungheria László Fábián Attila Kálnoki Kis Attila Mizsér    | Italia Roberto Bomprezzi Gianluca Tiberti Cesare Toraldo        |

### Femminili
| Evento      | Oro                                              | Argento                                                               | Bronzo                                                 |
| Individuale | Eva Fjellerup                                    | Lori Norwood                                                          | Dorota Idzi                                            |
| A squadre   | Polonia Dorota Idzi Anna Sulima Iwona Kowalewska | Unione Sovietica Janna Dolgatcheva Tat'jana Černeckaja Irina Krasnova | Germania Ovest Katrin Kröning Sabine Krapf Kim Raisner |

## Medagliere
| Posizione | Paese            |   |   |   | Totale |
| --------- | ---------------- | - | - | - | ------ |
| 1         | Unione Sovietica | 2 | 2 | 0 | 4      |
| 2         | Italia           | 1 | 1 | 1 | 3      |
| 3         | Polonia          | 1 | 0 | 2 | 3      |
| 4         | Danimarca        | 1 | 0 | 0 | 1      |
| 5         | Ungheria         | 0 | 1 | 0 | 1      |
| 5         | Stati Uniti      | 0 | 1 | 0 | 1      |
| 7         | Cecoslovacchia   | 0 | 0 | 1 | 1      |
| 7         | Germania Ovest   | 0 | 0 | 1 | 1      |
| Totale    | Totale           | 5 | 5 | 5 | 15     |